# Aethiomerus
Aethiomerus is een geslacht van rechtvleugeligen uit de familie sabelsprinkhanen (Tettigoniidae). De wetenschappelijke naam van dit geslacht is voor het eerst geldig gepubliceerd in 1891 door Redtenbacher.

## Soorten
Het geslacht Aethiomerus omvat de volgende soorten:
- Aethiomerus adelphus Redtenbacher, 1891
- Aethiomerus madagassus Redtenbacher, 1891